# Hurt (película de 2003)
Hurt es una película canadiense independiente de 2003 escrita y dirigida por Steve DiMarco.

## Argumento
Una noche en una fiesta, tres adolescentes entablan una amistad que se convierte en la más importante de sus vidas. A medida que se acercan, comenzamos a ver la raíz de cada uno de sus dolores. El padre de Stevie se niega a lidiar con el suicidio de la madre de Stevie e ignora la necesidad de Stevie de lidiar con él. Darla se ve obligada a lidiar con la supervivencia por su cuenta después de que su madre los abandona y su hermana se suicida. El padre de Boy, adicto a la heroína, intenta obligar a Boy a adquirir sus drogas a cualquier precio. Estos problemas cada vez mayores empujan a Stevie, Darla y Boy a un rincón más oscuro que nunca. Deciden luchar para salir juntos.

## Reparto
- Terra Vnesa como Stevie.
- Andrew Martin-Smith como Chico.
- Stephanie Nikolaidis como Darla.
- Sabrina Grdevich como Madre del Chico.
- Alex Poch-Goldin como Padre del Chico.
- John Ralston como Padre de Stevie.
- Ron Lea como Padre de Darla.
- Stavroula Logothettis como Madre de Courtneay.
- Vanessa Shaver como Ruth.

- Datos: Q12124944